# پیتر دیاموند
پیتر آرتور دیاموند (به انگلیسی: Peter Arthur Diamond) یک اقتصاددان آمریکایی است که به‌طور مشترک به همراه دو اقتصاددان آمریکایی و بریتانیایی، برنده جایزه نوبل سال ۲۰۱۰ در رشته اقتصاد شد.
آکادمی سلطنتی علوم سوئد، پیتر دیاموند و دیل تی. مورتنسن، دیگر اقتصاددان آمریکایی، و کریستوفر ای. پیساریدیس، اقتصاددان قبرسی‌تبار بریتانیایی را به عنوان برندگان جایزه نوبل در رشته اقتصاد معرفی کرد.
او از اواسط دهه ۱۹۶۰ به تحقیق و تدریس در زمینه‌های مختلف اقتصادی اشتغال داشته‌است. وی تحقیقات او طیف گسترده‌ای از موضوعات اقتصادی از جمله استقراض دولتی، کارکرد بازار سرمایه، انباشت سرمایه، مالیات و اخیراً، عرضه و تقاضا در بازار کار را شامل شده‌است.
باراک اوباما، رئیس‌جمهوری آمریکا، پروفسور دیاموند را به عنوان یکی از اعضای فدرال ریزروز – بانک مرکزی ایالات متحده – معرفی کرده بود اما مجلس سنا پیشنهاد انتصاب او را نپذیرفت.
در اطلاعیه آکادمی سلطنتی علوم سوئد آمده‌است که دلیل اعطای جایزه نوبل به این سه نفر، تحقیقات آنان در زمینه تأثیر سیاست‌های اقتصادی بر نرخ بیکاری، فرصت‌های اشتغال و سطح دستمزد است.